# Gunung Cot Leubing
Gunung Cot Leubing är ett berg i Indonesien.   Det ligger i provinsen Aceh, i den västra delen av landet, 1 700 km nordväst om huvudstaden Jakarta. Toppen på Gunung Cot Leubing är 489 meter över havet, eller 97 meter över den omgivande terrängen. Bredden vid basen är 2,2 km.
Terrängen runt Gunung Cot Leubing är huvudsakligen kuperad, men söderut är den platt.Runt Gunung Cot Leubing är det glesbefolkat, med 15 invånare per kvadratkilometer. I omgivningarna runt Gunung Cot Leubing växer i huvudsak städsegrön lövskog.